# Черновское сельское поселение (Кировская область)
Черно́вское се́льское поселе́ние  — муниципальное образование в составе Шабалинского района Кировской области России.
Административный центр — село Черновское.

## История
Черновское сельское поселение образовано 1 января 2006 года согласно Закону Кировской области от 07.12.2004 № 284-ЗО.

## Население
| 2010 | 2012 | 2013 | 2014 | 2015 | 2016 | 2017 |
| ---- | ---- | ---- | ---- | ---- | ---- | ---- |
| 714  | ↘677 | ↘642 | ↘620 | ↘580 | ↘570 | ↘552 |
| 2018 | 2019 | 2020 | 2021 |      |      |      |
| ↘522 | ↘504 | ↘484 | ↘400 |      |      |      |

## Состав сельского поселения
| №  | Населённый пункт  | Тип населённого пункта       | Население |
| -- | ----------------- | ---------------------------- | --------- |
| 1  | Большое Раменье   | деревня                      | 0         |
| 2  | Буторята          | деревня                      | 27        |
| 3  | Быстри            | село                         | 0         |
| 4  | Верхняя Березовка | деревня                      | 0         |
| 5  | Гусево            | деревня                      | 0         |
| 6  | Зайцево           | деревня                      | 0         |
| 7  | Запиваловы        | деревня                      | 0         |
| 8  | Исаково Раменье   | деревня                      | 0         |
| 9  | Клубовщина        | деревня                      | 7         |
| 10 | Ключи             | село                         | 88        |
| 11 | Кнутовщина        | деревня                      | 0         |
| 12 | Крутая            | деревня                      | 2         |
| 13 | Кулаковщина       | деревня                      | 0         |
| 14 | Кунеево           | деревня                      | 5         |
| 15 | Льнозавод         | посёлок                      | 11        |
| 16 | Нояново           | деревня                      | 0         |
| 17 | Огорелово         | деревня                      | 2         |
| 18 | Оськино           | деревня                      | 1         |
| 19 | Полатово          | деревня                      | 0         |
| 20 | Сененки           | деревня                      | 0         |
| 21 | Содом             | деревня                      | 9         |
| 22 | Токарево          | деревня                      | 0         |
| 23 | Чахловка          | село                         | 88        |
| 24 | Чащино            | деревня                      | 0         |
| 25 | Червяки           | деревня                      | 11        |
| 26 | Черновское        | село, административный центр | 458       |
| 27 | Шлыки             | деревня                      | 0         |
| 28 | Шохренки          | деревня                      | 5         |

### Упразднённые населённые пункты
- Лобаны